# 1805 en arts plastiques
| Années des arts plastiques : 1802 - 1803 - 1804 - 1805 - 1806 - 1807 - 1808    |
| Décennies des arts plastiques : 1770 - 1780 - 1790 - 1800 - 1810 - 1820 - 1830 |

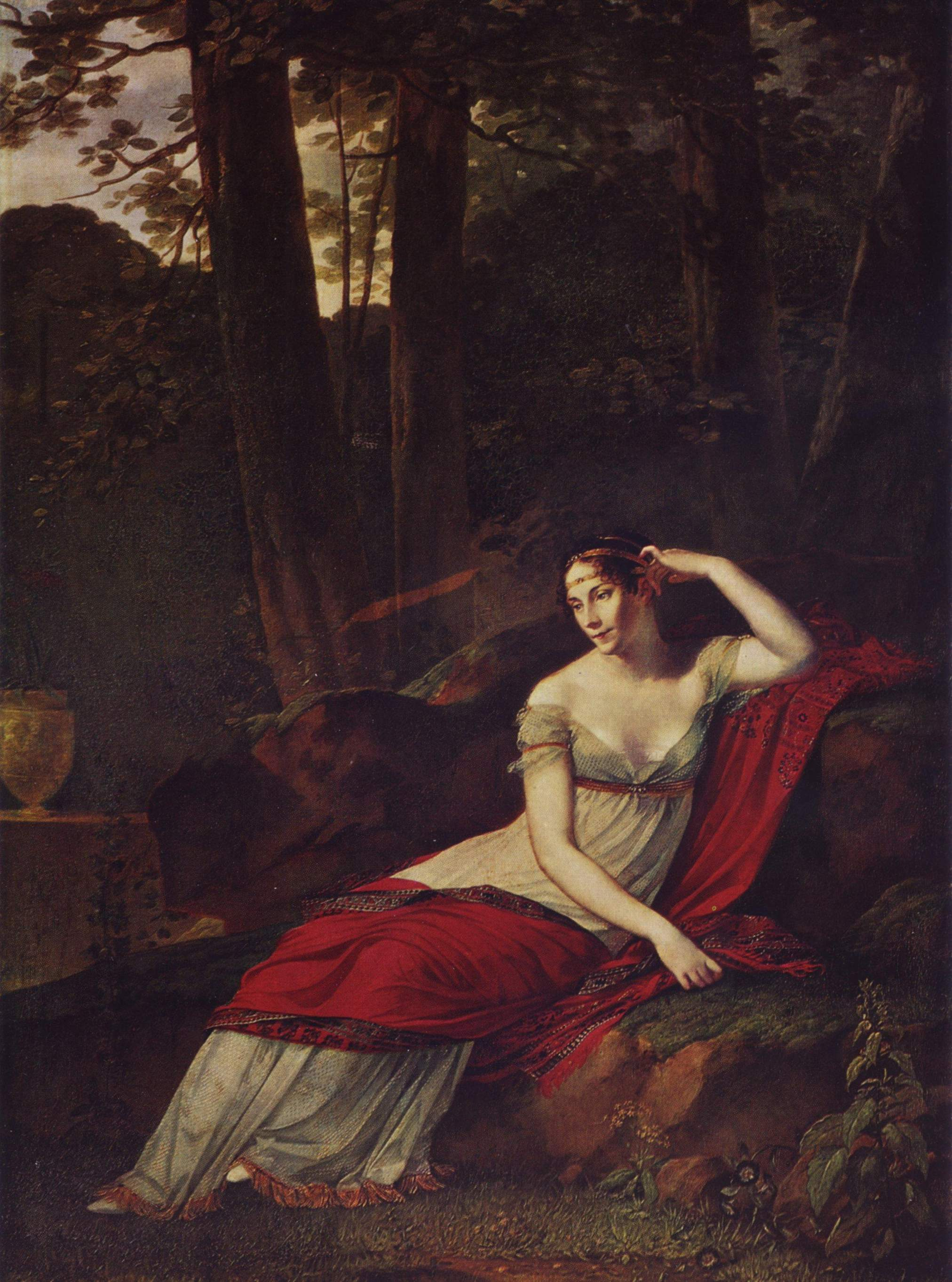
L’Impératrice Joséphine à la Malmaison, toile de Prud'hon.

Cette page concerne l'année 1805 en arts plastiques.

## Œuvres
- Admiral Sir Robert Calder's Action off Cape Finisterre, 23 July 1805, huile sur toile de William Anderson,
- Le Père Desmarets, tableau de Jean-Auguste-Dominique Ingres,
- Portrait de Doña Antonia Zárate de Francisco de Goya,
- 1804-1805 : Portrait d'Isabelle Porcel, huile sur bois de Francisco de Goya,
- vers 1804-1806 : Allégorie de l'Agriculture, Allégorie de l'Industrie, Allégorie des Sciences et Allégorie du Commerce, tableaux de Francisco de Goya.

## Naissances
- 18 janvier : Louis-Joseph Noyal, peintre français († 15 avril 1846),
- 22 janvier : José Domínguez Bécquer, peintre espagnol († 1841),
- 27 février : Pharamond Blanchard, peintre d'histoire et de genre, dessinateur, lithographe, illustrateur et écrivain français († 19 décembre 1873),
- 2 mars : Alexandre Desgoffe, peintre français († 27 juillet 1882),
- 20 avril : Franz Xaver Winterhalter, peintre, graveur et lithographe allemand († 8 juillet 1873),
- 30 avril : Louis des Isnards, peintre français († 25 mars 1888),
- 30 juin : Louis Godefroy Jadin, peintre paysagiste et animalier français († 24 juin 1882),
- 25 juillet : Constantino Brumidi, peintre italien († 19 février 1880),
- 2 août : Gottlieb Gassen, peintre allemand († 3 juin 1878),
- 25 août : Auguste Jugelet, peintre français († 22 octobre 1874),
- 30 août : Jacques Raymond Brascassat, peintre français († 28 février 1867),
- 30 septembre : Giuseppe Gauteri, peintre italien († 11 décembre 1878),
- 4 octobre : Adolphe d'Hastrel, capitaine d'artillerie de marine, peintre, aquarelliste et lithographe français († 1er juillet 1874),
- 15 octobre : Wilhelm von Kaulbach, peintre allemand († 7 avril 1874),
- 19 octobre : Espérance Langlois, peintre et graveuse française († 4 décembre 1864),
- 28 octobre : Louis Marc Bacler d'Albe, dessinateur, peintre, et lithographe français († 17 mars 1887).
- 30 novembre : Nicolas Victor Fonville, peintre, graveur et lithographe français († 12 novembre 1856),
- 1er décembre : Léon Viardot, peintre français († 15 décembre 1899),
- 6 décembre : Auguste Pichon, peintre néoclassique français († octobre 1900),
- 10 décembre : Karl Ferdinand Sohn, peintre allemand († 25 novembre 1867),
- 17 décembre : Paul Jourdy, peintre français († 28 octobre 1856),
- 21 décembre : Alexandre Debelle, peintre, graveur et lithographe français († 22 juillet 1897).

## Décès
- 21 mars : Jean-Baptiste Greuze, peintre français (° 21 août 1725).
- 19 juin : Louis Jean François Lagrenée, peintre français (° 30 décembre 1724),
- 26 juillet : Raffaele Gioia, peintre italien (° 1757),
- 25 août : Joseph Roos, peintre allemand de paysages (°  9 octobre 1726),
- 9 septembre : Fulchran-Jean Harriet, peintre français (° 1776),
- 13 septembre : Francesco Maggiotto,  peintre italien (° 1738),
- 27 décembre : Jean-Baptiste Claudot, peintre paysagiste et décorateur lorrain puis français (° 1733),
- ? :
  - Léonard Defrance, peintre liégeois (° 5 novembre 1735),
  - Marie-Thérèse Reboul, peintre française (° 1728),
  - Gaetano Vascellini, graveur italien (° 1745).